# Нова Црвенка
Нова Црвенка (серб. Нова Црвенка) — село в Сербії, належить до общини Кула Західно-Бацького округу автономного краю Воєводина.

## Населення
Населення села становить 2356 осіб (2002, перепис), з них:
- серби — 435 — 83,013%
- чорногорці —31 — 5,91%,
- угорці —28 — 5,34%,

живуть також хорвати, югослави, німці, українці та інші.